# قانون اساسی لبنان
قانون اساسی لبنان (به عربی: دستور لبنان)، مهمترین قانون کشور لبنان است که در ۲۳ مه ۱۹۲۶ به تصویب رسید؛ و در سال ۱۹۸۹ اصلاحیه‌ای در باب منشور آشتی ملی لبنان (پیمان طائف) که در تلاش برای حفظ برابری بین مسیحیان و مسلمانان بود در آن ایجاد شد.